# Culture Beat
I Culture Beat sono un gruppo musicale eurodance tedesco, fondato nel 1989 a Francoforte sul Meno.
Nel mercato discografico sfondarono nell'estate del 1993 con Mr. Vain, seguito dalla hit Got to Get It e dall'album Serenity.
In seguito il duo pubblicò altri singoli tratti da quest'album, come Anything, brano che li porterà all'apice del successo, ma anche World in Your Hands e Adelante, che invece furono meno fortunati dei tre precedenti.
Nel 1995 sono usciti l'album Inside out, la hit recante lo stesso nome e l'altro singolo Cryin' in the rain.
All'album Metamorphosis del 1998 segue una lunga pausa, che viene interrotta solo dalla raccolta Best of Culture Beat del 2003, e si conclude nel 2008, quando esce nei negozi il singolo Your Love.

## Storia del gruppo

### Origine e formazione
Torsten Fenslau, che inizialmente aveva il desiderio di diventare un architetto, aveva lavorato come DJ presso la discoteca Dorian Gray di Francoforte per 11 anni, quando decise di formare i Culture Beat con i suoi amici Jens Zimmermann e Peter Zweier.

### 1989 - 1991: Horizon
Primo singolo, la traccia ambient house Der Erdbeermund, con una voce parlata in tedesco da Jo van Nelsen, raggiunse la posizione numero 11 nella classifica dei singoli tedeschi.
Sono state pubblicate anche versioni in inglese e francese (intitolate Cherry Lips e Les lèvres cerises, rispettivamente). Una versione strumentale è stata anche inserita in un club hit nel Regno Unito, dove raggiunse il numero 55.
Poco dopo, i Culture Beat reclutarono il rapper Jay Supreme nato in New Jersey e la cantante Lana Earl a fronte dell'atto.
Mentre il secondo singolo I Like You raggiunse la posizione numero 22 nei Paesi Bassi, il loro quarto singolo No Deeper Meaning è riuscito a raggiungere il numero 5 nei Paesi Bassi e la numero 3 della classifica Dance canadese RPM, nel 1991, pubblicarono il loro primo album che uscì con solo lievi successi.

### 1993 - 1994: Serenità e successo internazionale
Lana Earl fu sostituita nel 1993 dalla cantante britannica Tania Evans, e lo stile ha preso un suono Eurodance più duro.
Mr. Vain divenne il loro più grande successo fino ad oggi, raggiungendo la numero uno in 13 paesi tra cui Germania, Australia e Regno Unito. Il loro primo successo mainstream è arrivato anche negli Stati Uniti, piazzandosi al n. 17 della Hot 100. Il singolo è stato certificato tre volte in Germania per la vendita di oltre 750 000 copie.
È riuscito a raggiungere lo status di disco d'oro in diversi altri paesi, inclusi gli Stati Uniti.
I singoli successivi Got a Get It e Anything sono arrivati in Europa e il loro secondo album Serenity  è stato premiato al premio Echo per essere il best seller tedesco più venduto all'estero con più di 2 milioni di copie vendute. Ciò ha fatto anche sì che Torsten Fenslau fosse in nomination nello stesso anno presso gli Echo come miglior produttore dell'anno, risultando poi vincitore.
Il 6 novembre 1993 il fondatore dei Culture Beat Torsten Fenslau rimase ucciso in un incidente d'auto a Messel (distretto di Darmstadt) all'età di 29 anni. Il fratello Frank ha assunto l'incarico di manager.

### 1995 - 1996: Inside Out
Il gruppo tornò all'attività nel 1995 con un terzo album chiamato Inside Out, preceduto da un singolo dallo stesso titolo, che raggiunse il numero 5 in Germania e il numero 32 nel Regno Unito.

### 1997 - 1998: Importanti cambiamenti e Metamorphosis
Nel 1997, Frank ha deciso di dare ai Culture Beat una direzione musicale diversa dall'Eurodance andando verso uno stile pop più commerciale. Sostituì Tania, appena uscita dal gruppo, con Kim Sanders, che in precedenza aveva avuto successo con Impossible di Captain Hollywood Project. Jay Supreme è rimasto con i Culture Beat per un breve periodo dopo la partenza di Tania, ma durante la registrazione dell'album successivo ha deciso di lasciare il gruppo e la voce di rap al prossimo album (solo poche tracce contenevano brani rappati). Anche se, nel 1998, l'album Metamorphosis è riuscito a raggiungere il n. 12 in patria, rimase un successo minore restando nella top 20 della classifica per solo quattro settimane e resistendo complessivamente 10 settimane nelle classifiche.

### Dal 2001 a oggi
Tre anni più tardi, Jacky Sangster divenne la quarta cantante donna dei Culture Beat. Il singolo chiamato Insanity fu pubblicato nel 2001 avendo floppato in Germania; tuttavia, ha raggiunto il n ° 1 in Israele.
Nel 2003, per commemorare i dieci anni dalla pubblicazione della grande hit del gruppo, una nuova versione di Mr. Vain è stata pubblicata in Germania e ha raggiunto il n. 7 nella classifica dei singoli. Nel 2004, è stato pubblicato un greatest hits che doveva precedere un nuovo album con Jacky come cantante, ma l'album è stato annullato prima che dell'uscita del singolo Can' t Go on Like This (No No), che comunque ottenne scarso successo.
Nel gennaio 2013, è stata pubblicata una compilation, The Loungin' Side of, che contiene versioni acustiche e lounge di brani da Inside Out e Metamorphosis.

## Membri del gruppo
- Lana Earl - Cantante (1989-1993)
- Torsten Fenslau - Tastierista & programmatore (1989-1993)
- Juergen Katzmann - Chitarrista, tastierista & programmatore (1989-1995)
- Jay Supreme - Cantante (1989-1998)
- Jens Zimmermann - Tastierista & programmatore (1989-1995)
- Peter Zweier - Tastierista & programmatore (1989-)
- Tania Evans - Cantante (1993-1997)
- Frank Fenslau - Tastierista & programmatore (1994-)
- Kim Sanders - Cantante (1998-1999)
- Jacky Sangster - Cantante (2001-)

## Discografia
- 1991 - Horizon
- 1993 - Serenity
- 1995 - Inside Out
- 1998 - Metamorphosis
- 2003 - Best of Culture Beat